# 马尼约
马尼约（法語：Magnieu，法語發音：[maɲø]）是法国东部安省的一个市镇，属于贝莱区。2019年，市镇圣尚并入马尼约。

## 地理
马尼约（45°46'36"N, 5°43'5"E）面积11.37 平方千米，位于法国奥弗涅-罗讷-阿尔卑斯大区安省，该省份为法国东部省份，北起汝拉省，西北接索恩-卢瓦尔省，西接罗讷省和里昂大都会，南至伊泽尔省，东与萨瓦省、上萨瓦省和瑞士接壤。
与马尼约接壤的市镇（或旧市镇、城区）包括：马里尼约、沙泽-邦、贝莱、帕尔沃和纳塔日、马西尼约德里沃、克雷桑-罗什福尔、波略。
马尼约的时区为UTC+01:00、UTC+02:00（夏令时）。

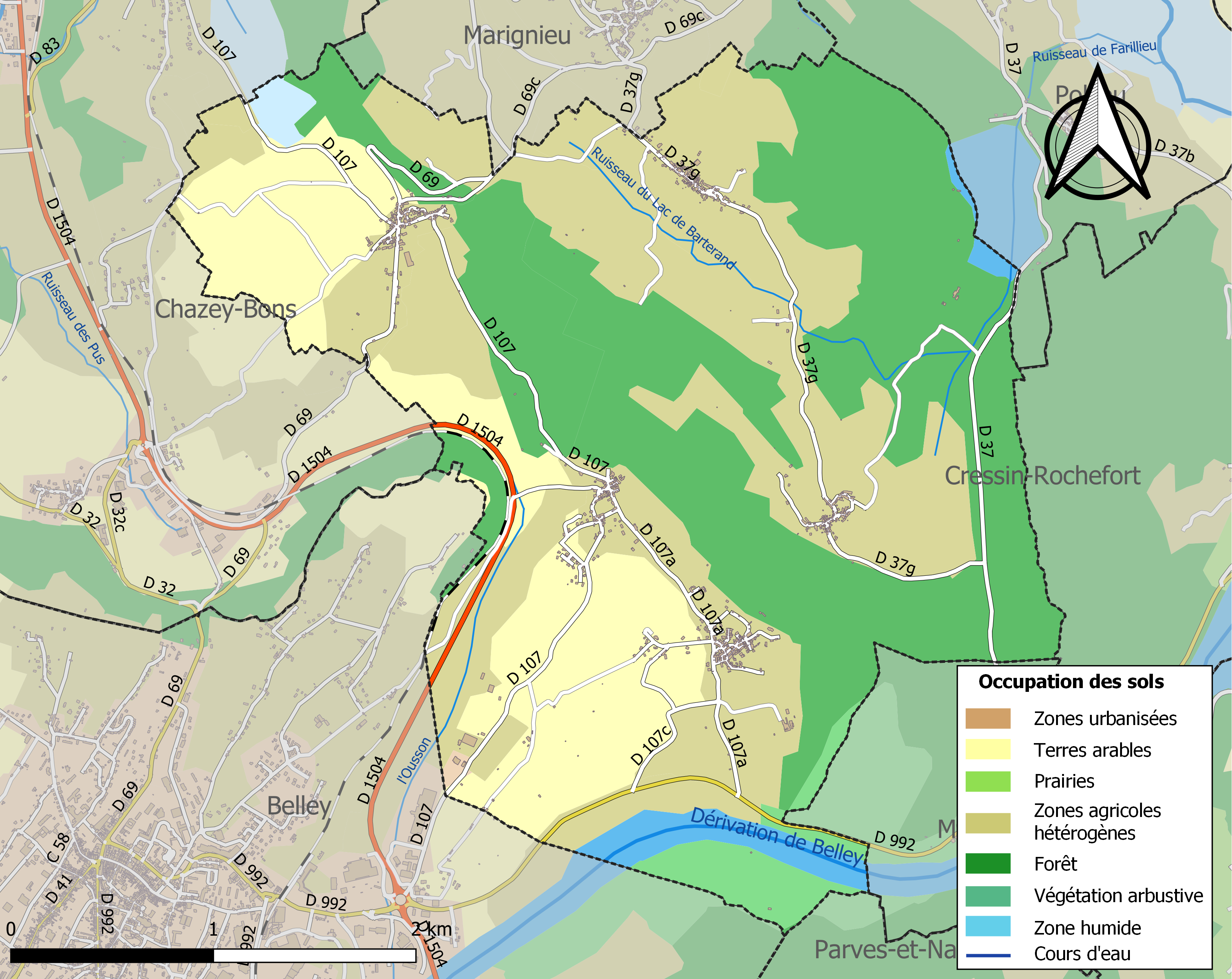
马尼约的OSM定位图

## 行政
马尼约的邮政编码为01300，INSEE市镇编码为01227。

## 政治
马尼约所属的省级选区为贝莱县。

## 人口

1962-2008年间马尼约人口变化图示

马尼约于2022年1月1日时的人口数量为651人。